# یوری یاکوولیف
یوری واسیلیویچ یاکوولیف (روسی: Ю́рий Васи́льевич Я́ковлев؛ ۲۵ آوریل ۱۹۲۸ – ۳۰ نوامبر ۲۰۱۳) یکی از برجسته‌ترین و مشهورترین هنرپیشگان اهل اتحاد جماهیر سوسیالیستی شوروی بود. وی بین سال‌های ۱۹۵۰ تا ۲۰۱۳ میلادی فعالیت می‌کرد و در سال ۱۹۷۶، لقب «هنرمند مردمی اتحاد جماهیر سوسیالیستی شوروی» را از آنِ خود کرد.
از فیلم‌ها یا برنامه‌های تلویزیونی که وی در آن نقش داشته است می‌توان به ابله اشاره کرد.
وی همچنین برنده جوایزی همچون جایزه دولتی اتحاد شوروی (۱۹۷۹)، نشان لنین (۱۹۸۸)، جایزه هنرمند مردمی اتحاد جماهیر شوروی (در سال‌های ۱۹۶۸ و ۱۹۷۶) و تعداد زیادی جایزهٔ دیگر شده است.